# Verre parfait
Le verre parfait, ou verre idéal, est un état de la matière encore hypothétique mais prévu théoriquement et approché par des expériences et des simulations numériques. Son entropie de configuration (en) serait nulle et son entropie spécifique pourrait être inférieure à celle du solide cristallin de même composition aux mêmes température et pression.

## Histoire
L'état de verre parfait est conjecturé en 1948 par le chimiste américain Walter Kauzmann (en). Ce concept résulte de l'extrapolation vers les basses températures de l'entropie configurationnelle des liquides vitrifiables (en) : au lieu de tendre vers un plateau, elle tend (avec une pente croissante dans le diagramme Sconf-T) vers 0 pour une température non nulle aujourd'hui appelée température de Kauzmann (en).
Le concept de verre parfait est conforté en 1958 par une analyse théorique simplifiée,, puis en 1965 par une méthode de dynamique moléculaire. Cette dernière étude valide l'équation empirique WLF, identifie la température de Kauzmann TK avec celle d'une transition de phase de second ordre et montre qu'elle est dans un rapport presque constant, d'un matériau à l'autre, avec la température de transition vitreuse quasi-statique Tg : Tg/TK = 1,30 ± 0,11.
Au plan expérimental, des verres plus denses que les verres ordinaires peuvent être obtenus en maintenant des verres à une température inférieure à Tg, mais cette densification est extrêmement lente, d'autant plus lente que la température est plus basse. En 2007, des verres jusqu'à 1,5 % plus denses que les verres ordinaires sont obtenus directement par déposition de vapeur sur un substrat froid. Ces verres sont aussi beaucoup plus stables. À basse température (T ≈ 1 K) leur capacité thermique est proportionnelle à T3 comme celle des solides cristallins non métalliques (signe du rôle essentiel que jouent les phonons), alors que celle des verres ordinaires montre une dépendance linéaire (due à un effet tunnel entre des configurations de même énergie).

## Applications
S'il peut un jour être obtenu, le verre parfait devrait être utilisé dans les interféromètres géants pour limiter la dissipation d'énergie et dans les ordinateurs quantiques pour supprimer les perturbations nuisant à la cohérence quantique.